# 美浜町立布土小学校
美浜町立布土小学校（みはまちょうりつ ふっとしょうがっこう）は、愛知県知多郡美浜町にある公立小学校。

## 校区
- 大字布土、大字時志が校区である。公立中学校の場合の進学先は美浜町立河和中学校である[1]。

## 沿革
- 1873年（明治6年）9月16日 - 第6中学校区内第49番小学惜陰学校として開校する。宝林寺[注釈 1]を仮校舎とする。
- 1876年（明治9年）10月 - 浄仙寺[注釈 2]を仮校舎とする。
- 1878年（明治11年） -
  - 布土村、時志村、北方村が合併し、富沢村となる。
  - 愛知県知多郡第53学区公立学校布土小学校[2]に改称する。
- 1882年（明治15年）12月1日 - 現在の愛知県知多郡美浜町大字布土字和田[注釈 3]に校舎を新築し、移転する。
- 1884年（明治17年） - 富沢村が布土村、時志村、北方村に分立する。
- 1887年（明治20年） - 愛知県知多郡尋常小学布土学校に改称する。
- 1889年（明治22年）10月1日 - 布土村、時志村、北方村が合併し、布土村が発足。
- 1906年（明治39年）7月1日 - 河和町、布土村、豊丘村の一部（古布・矢梨・切山）が合併し、河和町が発足する。
- 1907年（明治40年）1月 - 愛知県知多郡河和第二尋常小学校に改称する。
- 1914年（大正3年）4月20日 - 校舎を新築する。
- 1941年（昭和16年）4月1日 - 愛知県知多郡河和町北部国民学校に改称する。
- 1947年（昭和22年）4月1日 - 河和町立布土小学校に改称する。
- 1955年（昭和30年）4月1日 - 河和町と野間町が合併し、美浜町が発足する。同時に美浜町立布土小学校に改称する。
- 1957年（昭和32年）3月 - 校舎を増築する。
- 1958年（昭和33年）3月 - 本館、図書館が完成する。
- 1976年（昭和51年） - 校舎を増築する。
- 1984年（昭和59年）11月6日 - 現在地に新校舎（鉄筋コンクリート造）が完成し、移転する。
- 1986年（昭和61年）7月12日 - プールが完成する。

## 交通アクセス
- 名鉄河和線河和口駅下車、徒歩約15分。
- 巡回ミニバス「自然号」東部コース「セルプアゼーリア」バス停[注釈 4]より徒歩約8分。

## 統合計画
- 少子化、施設の老朽化もあり、美浜町の全ての小学校（5校）と中学校（2校）を統合し、小中一貫校に再編する計画である。小中一貫校は日本福祉大学美浜キャンパスの敷地内に設置され、2028年4月の開校予定である。